# Yufera
Yufera, manje pleme ili banda Indijanaca čiji se dom nalazio u današnjoj jugoistočnoj Georgiji, negdje u unutrašnjosti nasuprot otoka Cumberland. Njihovo ime, prema Swantonu, veoma podsjeća na ime plemena Eufaula, pa pretpostavlja da bi mogli biti njihov ogranak. Ime Yufera označava i grupu 'gradova' u kojima su ovi Indijanci živjeli.
Oni se navode i kao pleme koje se služilo Timucua jezikom (porodica Timuquanan, ali drugačijim dijalektom; sada se smatra dijelom porodice Arawakan), i vjerojatno su pripadali njihovom savezu. Nestali su u ranom 17. stoljeću. 